# Panke (Stepenitz)
Die Panke in der Prignitz ist ein sandgeprägter Tieflandbach und Nebenfluss der Stepenitz. Sie entspringt im Südosten der Stadt Pritzwalk und mündet im Gebiet der Gemeinde Groß Pankow (Prignitz) in die Stepenitz.
Vermutlich leitet sich der Name vom altpolabischen Wort *pąk für 'Knospe' ab.